# Protourbánní horizont
Jako protourbánní horizont se nazývá období závěru starší doby bronzové (Reinecke BA3), kdy se rozvíjejí kultury, které se svým charakterem vzdáleně přibližují civilizacím tehdejšího Středomoří (mínojské a mykénské kultuře).
Východní oblast protourbánního horizontu přestavuje tzv. otomasko-füzeszabonyský kulturní komplex rozkládající se na severu a východě Slovenska a severovýchodě Maďarska. Dále sem patří tzv. severopanonská inkrustovaná keramika (v Maďarsku označovaná názvem veszprémská kultura) rozšířená přibližně na území severozápadního Maďarska (s přesahem na jihozápadní Slovensko) a tzv. wieselburská kultura v okolí  Neziderského jezera (taktéž zasahující až na jihozápadní Slovensko). 